# Сенегал на зимних Олимпийских играх 1984
Сенегал принимал участие в Зимних Олимпийских играх 1984 года в Сараево (Югославия) в первый раз за свою историю, но не завоевал ни одной медали. Страну представлял один горнолыжник.

## Горнолыжный спорт
Спортсменов — 1
Мужчины
| Спортсмен  | Вид               | 1 попытка | 2 попытка | Всего   | Место |
| ---------- | ----------------- | --------- | --------- | ------- | ----- |
| Ламин Гуйе | Скоростной спуск  |           |           | 1.59,64 | 51    |
| Ламин Гуйе | Гигантский слалом | 1.42,63   | 1.46,03   | 3.28,67 | 57    |